# Ogifta mödrar i Sverige
Ogifta mödrar innebär att en kvinna fött barn utan att ha ingått ett äktenskap. Under historien har begreppet haft en negativ laddning, och därmed har fenomenet varit relativt sällsynt. Tidigare spelade det stor roll om ett barn föddes inom eller utom äktenskapet, både för hur modern blev bemött och för hur barnet behandlades. Barn som föddes utanför äktenskapet kallades oäkta barn . 

## Ställning i samhället under 1800-talet
1800-talets Sverige skilde på en änka med barn och en ogift mor. Änkans uppgift var att upprätthålla familjen, något som kunde innebära en viss frihet - om hennes avlidne man bedrivit en verksamhet inom till exempel handel eller hantverk uppmuntrades hon att fortsätta verksamheten, så länge hon inte gifte om sig. Kvinnan som däremot var en ogift mor förlorade sin ställning i samhället. Hon fråntogs känslan av tillhörighet i den ort där hon var bosatt .
Under 1700-talet hade straffen för sexuella brott skärpts, främst på svenska kyrkans initiativ, vilket gjorde den ogifta kvinnans roll i kyrkan komplex. Ifall kvinnan blev gravid och födde ett barn utanför äktenskapet fick hon sitta på en särskild plats i kyrkan. Inte heller var hon tillåten att medverka i nattvarden tillsammans med de övriga, utan var ombedd att vänta till sist. Hon skulle även göra avbön med prästen närvarande. 
Det var inte bara kyrkan och staten som straffade modern, det fanns fast rotade normer för hur den ogifta modern skulle bete sig i den publika sfären. Hon förväntades att hålla låg profil och hålla sig borta från bland annat samlingsplatser. Detta hade sin grund i en föreställning hos de gifta - de oroade sig för att den ensamma modern kunde framkalla skäver (som var den folkliga termen för det som medicinskt kallas den engelska sjukan ) hos deras ofödda barn. De gifta föreställde sig att ett möte mellan den ogifta modern och en gift gravid kvinna kunde resultera i att barnet föddes skadat, därför upplevdes ett sådant möte som en risk.
Den ogifta modern tvingades ibland bära ett huvudplagg som tydligt avvek från de plagg som de dygdiga kvinnorna bar på huvudet, som en påminnelse om hennes brott. Ifall den ogifta modern vistades utomhus utan sitt igenkänningsmärke, en så kallad horklut eller horluva, upplevdes hon som en fara för de havande kvinnorna.  
De ogifta kvinnornas situation kunde bli något bättre om hon betedde sig som en "god hora", det vill säga om hon klargjorde att hon var medveten om sina snedsteg och inte försökte dölja dem. Värre var det för kvinnorna som smög med sin graviditet och gömde sitt "oäkta barn". Det var vanligt att den ogifta modern i hemlighet lämnade iväg sitt barn. Rädslan för utanförskap kunde i leda till att modern mördade sitt barn och ibland även tog sitt eget liv. Att utanförskapet medförde många förlorade liv visas särskilt tydligt när man studerar den vanligaste självmordsorsaken vid denna tid: "Blygsel för havandeskap utom äktenskapet". 

### Regionala skillnader
Under mitten av 1800-talet befann sig Sverige i en tid av förändring. Byar skiftades, befolkningen växte, rörligheten ökade, arbetsförhållandena förändrades, könsroller och relationer omdefinierades, nya religiösa strömningar och nya folkrörelser uppstod. Dessa förändringar innebar mer frihet och skulle därmed kunna vara en anledning till den ökning av utomäktenskapliga barn som förekom under århundradet. I vissa områden i Norrlands inland var 25 % av barnen födda utanför äktenskapet. Här var inställningen till ungdomen inte särskilt auktoritetsbunden och förhållandet mellan kvinnor och män i samhället var inte särskilt hierarkiskt, detsamma gällde för relationerna mellan folket i byn. Här var det sällan en ogift moder kallades "hora", eller att barnet kallades "oäkta". I de mer konservativa landskapen Småland och Västergötland dröjde denna progressiva utveckling, då tanken om  bygden som en moralisk enhet fortfarande var stark. Uppfattningen om att den ogifta kvinnan utgjorde ett hot mot kärnfamiljen var utbredd. Detta innebar att utomäktenskapliga barn var sällsynta; under seklets uppgavs endast 2-3 % av de födda barnen vara utomäktenskapliga. De stora regionala skillnaderna i synen på den ogifta modern innebar att utvecklingen mot en mer liberal inställning till kvinnor skedde på skiftande villkor och med varierade tidsplaner. 

## Hjälp och omsorg under 1900-talet
Under 1900-talet hade de flesta reglerna kring den ogifta moderns särskilda kläder upphört att gälla. Termen Stockholmsäktenskap blev allt vanligare runt om i landet, färre mödrar blev utsatta och barn som föddes utanför äktenskapet under tidigt 1900-tal hade fler rättigheter jämfört med tidigare. 1905 kom lagen som tillät det "oäkta barnet" att få ärva sin mor.  Trots de ständiga förbättringarna för det oäkta barnets status var de ofta fysiskt svaga. De utomäktenskapliga barnen blev ofta tidigt sjuka eller dog. De var de fattigaste, de utackorderade i samhället. Det var vanligt att modern lämnade ifrån sig sitt barn till fosterhem, dels för att slippa skammen, dels för att försöka hjälpa sitt barn. Emellertid insåg man så småningom på fler och fler platser runt om i landet att samhällets attityd gentemot den ogifta modern och hennes barn var orimlig. Utdömande av modern skapade förtvivlan som ledde till ansvarslöshet.  För att se till att fler barn levde längre krävdes det att samhällsstrukturer ändrades: synen på män och kvinnor behövdes korrigeras och moralen förändras. Några som var bland de första att förstå detta var kvinnor från förmögna familjer i större städer - den ogifta moderns tidigare antagonister. I slutet av 1800-talet började människor engagera sig och arbeta för att hjälpa de barn som hade det svårt. Det startades olika välgörenhetsorganisationer som hade som mål att skapa ett bättre liv för de fattiga barnen i staden. 

### Barnkrubba

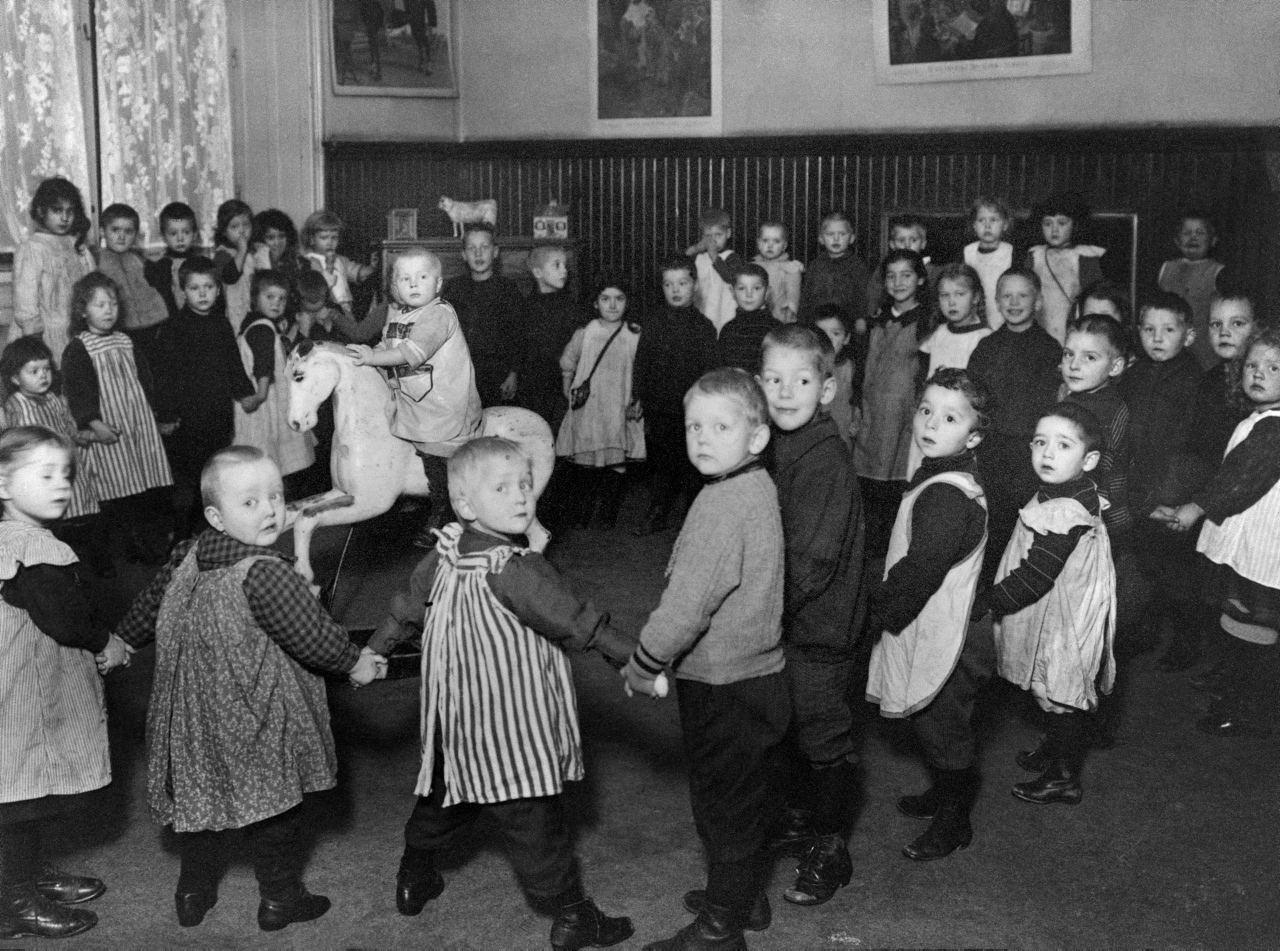
Barnen leker en ringlek medan en i taget får rida på gunghästen. Generellt hade inte barnkrubborna mycket leksaker.

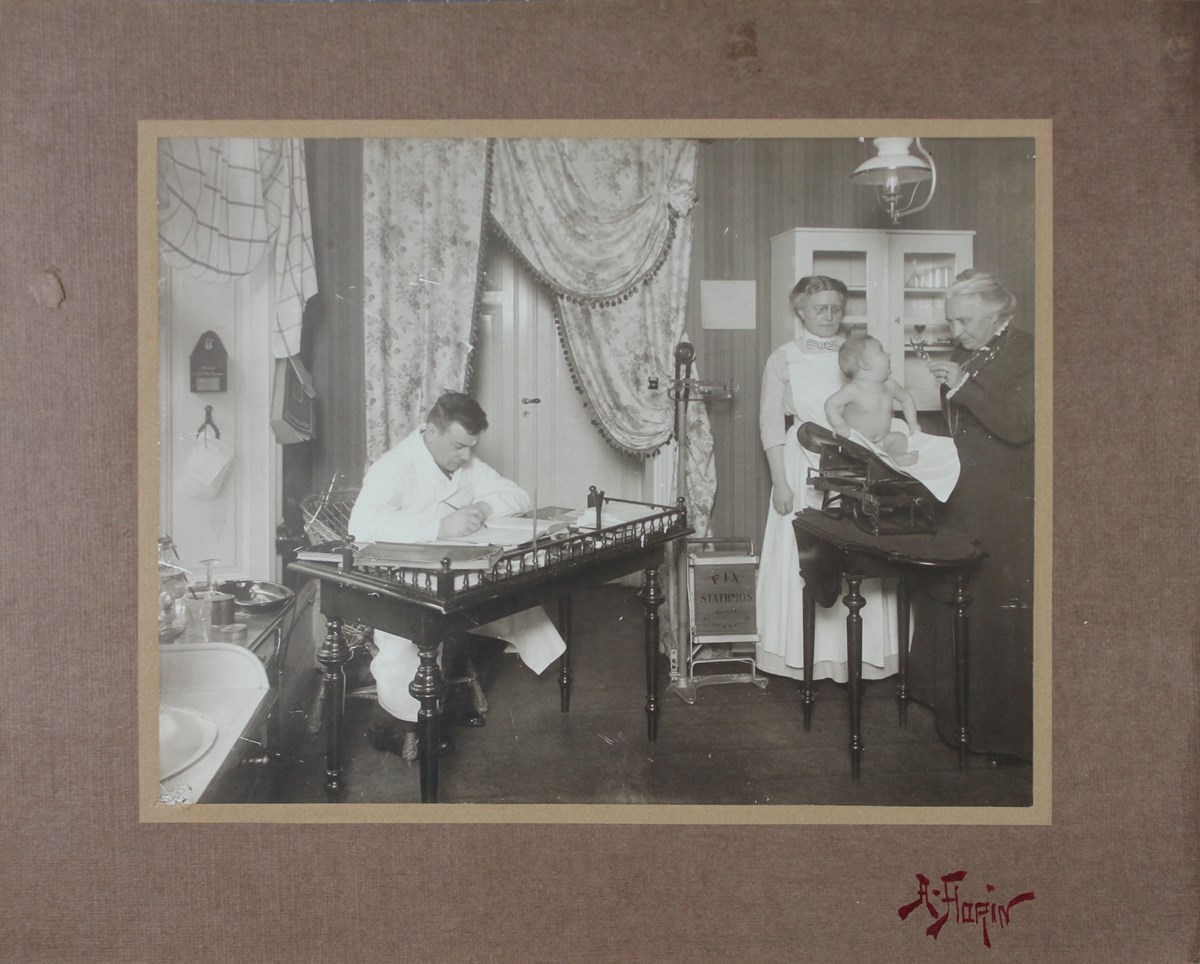
Ett barn undersöks vid Jakob- och Johannes Mjölkdroppe. I verksamheten ingick kontroll och undersökning av barnen samt rådgivning till mödrarna.

De fattiga ensamstående mödrarna hade inte möjlighet att arbeta, tjäna pengar och samtidigt ta hand om ett barn dygnet runt.  Därför öppnades barnkrubbor runt om i Stockholm i slutet av 1800-talet och början av 1900-talet, som kunde ha tillsyn över barnen och ge dem mat och underhåll under dagtid. Barnkrubborna, som kan ses som en föregångare till förskoleverksamheten, var alltså skapta för att underlätta vardagen för främst fattiga och ensamstående kvinnor, som nu fick möjlighet att lämna in sina barn under tiden de arbetade. Barnkrubban saknade pedagogisk grund - fokus låg istället på att omhänderta de fattiga barnen. Den äldsta barnkrubban, Kungsholmens barnkrubba, öppnades 1854. 
År 1900 fanns det sju barnkrubbor som tog hand om 25-30 barn vardera. Öppettiderna var i allmänhet generösa, vilket oftast innebar att barnen fick vara på verksamheten från 07-19. För att barnen skulle få tillbringa dagarna på en barnkrubba betalades en avgift på 10 öre om dagen och ett intyg från rotemannen (den lokala fattigvårdens ombud) påvisade att familjen var obemedlad. 

### Föreningen Mjölkdroppen
Den ogifta modern var ofta fattig, undernärd och svag. Hon behövde arbeta om dagarna för att få råd med mat och tak över huvudet åt både sig själv och sitt barn. Kvinnans svaghet och näringsbrist drabbade inte enbart henne själv, utan även hennes barn. Modern hade svårt att tillgodose sitt barn med den föda som var av tyngsta vikt, på grund av att hennes modersmjölk inte innehöll tillräckligt med näring. Detta var en konsekvens av att modern hade svårt att få råd med mat till sig själv.  
Föreningen Mjölkdroppen öppnades 1901 i Stockholm i syfte att minska antalet svaga och hungriga spädbarn. En mor som av olika orsaker inte kunde frambringa tillräckligt med föda till sitt nyfödda barn kunde vända sig till någon av Mjölkdroppens lokaler för att be om hjälp och råd. De späda och obemedlade barnen erbjöds kostnadsfritt en näringsrik mjölkblandning under sitt första levnadsår. Mjölkdroppens verksamhet innefattade även bestämda möten med läkare för att undersöka barnet och att i möjligaste mån uppfylla barnets behov. Föreningen kom att bli föregångare till dagens barnavårdscentraler.  